# Jón Jónsson (pallanuotista)
Jón Jónsson (Arnarfjörður, 11 aprile 1908 – Kópavogur, 2 agosto 1973) è stato un nuotatore e pallanuotista islandese che ha partecipato alle Olimpiadi estive del 1936.
Oltre a giocare a pallanuoto, è stato un nuotatore agonistico, stabilendo diversi record nazionali negli anni '30.